# Impremta Ventayol
La Impremta Ventayol, o Impremta Josep Ventayol, és un edifici del centre de Terrassa (Vallès Occidental), situat a la plaça de Mossèn Jacint Verdaguer, protegit com a bé cultural d'interès local.

## Descripció
Es tracta d'un edifici entre mitgeres, de planta baixa i pis, situat en una parcel·la d'estreta façana i gran profunditat. La façana que dona al carrer és de composició simètrica, feta de pedra, on es marquen només les juntes horitzontals. Presenta un important sòcol de pedra. Cal destacar-ne la portalada, d'inspiració romànica, en arc rodó amb un extradós decorat amb les lletres de la impremta i una línia d'imposta també decorada amb motius florals. A la part superior hi ha interessants respiralls de la cambra d'aire de la coberta que formen un fris d'inspiració clàssica, amb mètopes i tríglifs.

## Història
L'edifici, obra de Lluís Muncunill de 1895, va deixar la seva activitat com a impremta fa dècades. Va estar abandonat durant anys, en què es va degradar molt i fou ocupat com a centre social alternatiu. L'edifici va ser desallotjat i enderrocat, i se n'ha conservat la façana al mateix lloc, ara incorporada en un edifici de nova construcció que ocupa també el solar contigu.

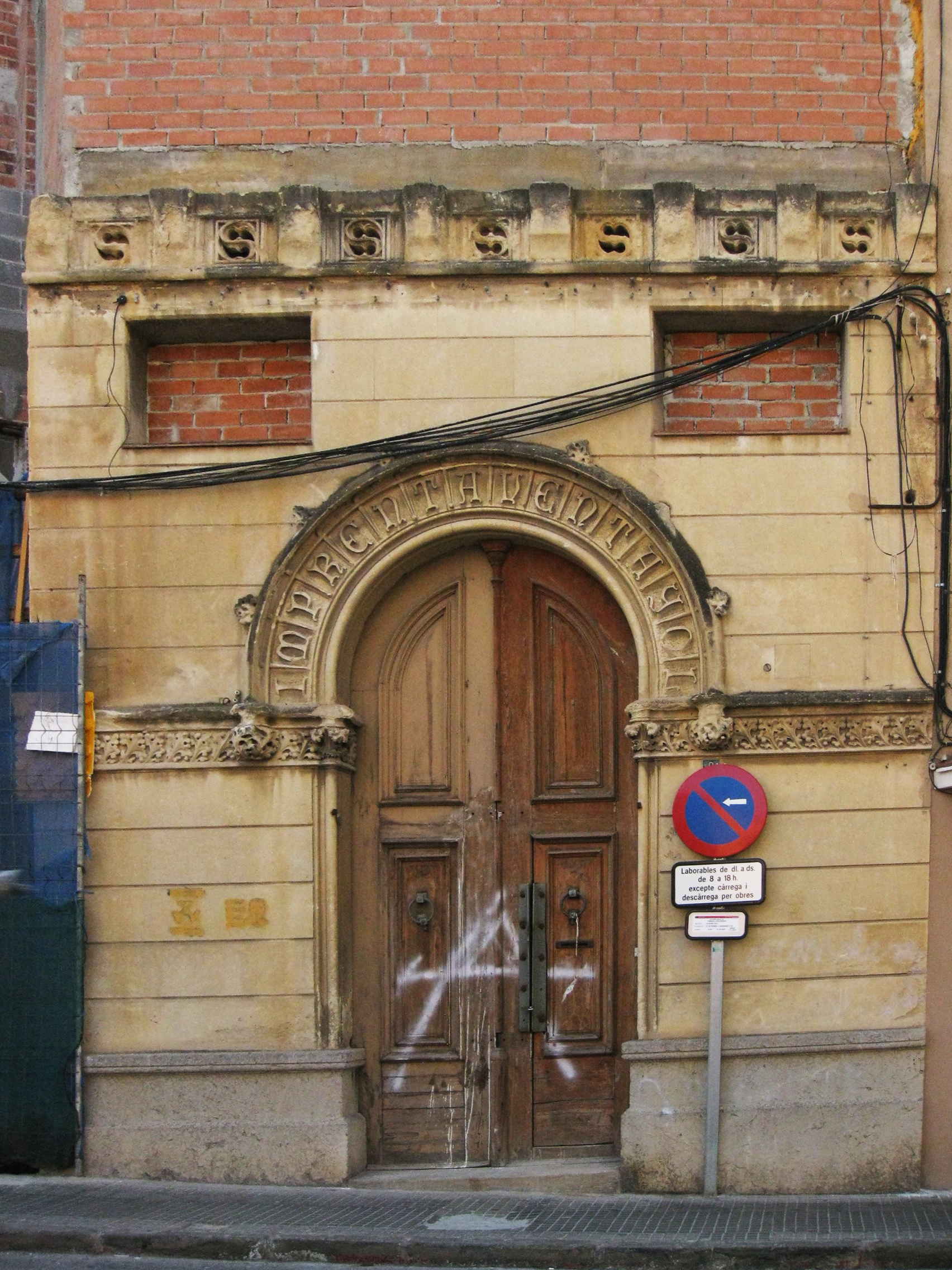
La façana abans de la restauració
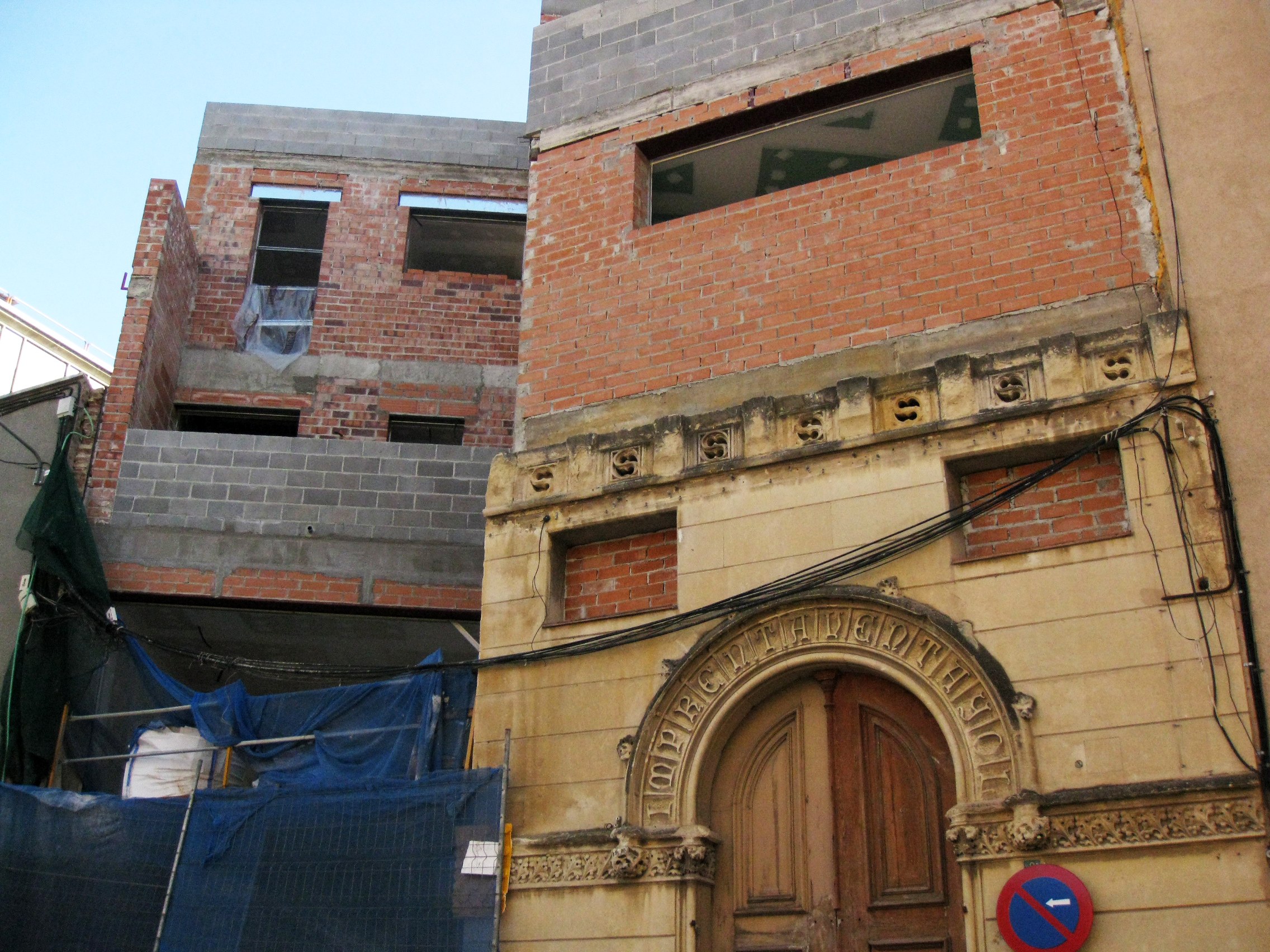
L'edifici de la impremta, en obres
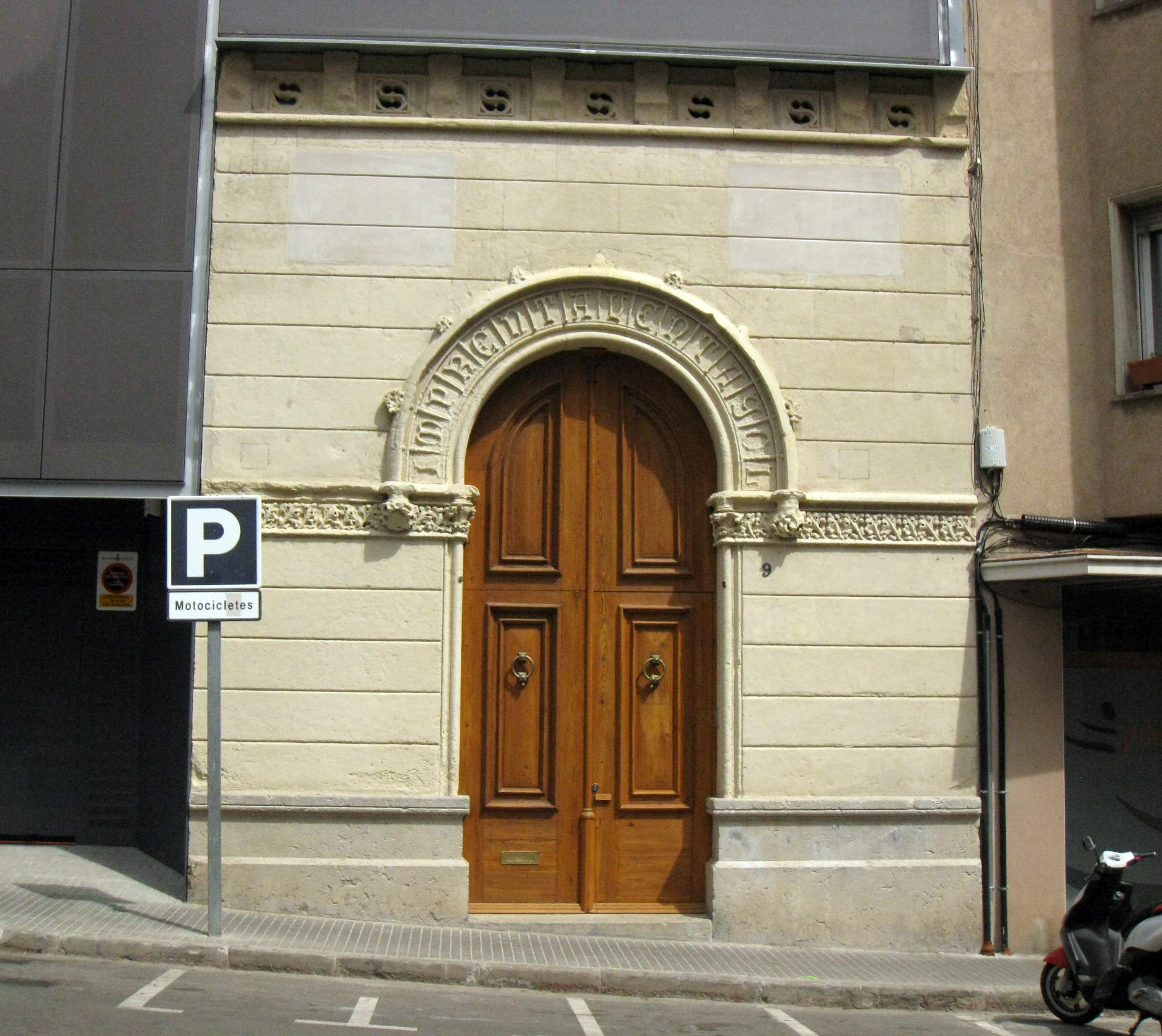
La façana, restaurada